# Tướng quân Gyebaek (phim truyền hình)
Tướng quân Gyebaek (Hangul: 계백; Hanja: 階伯) là một bộ phim truyền hình cổ trang của Hàn Quốc năm 2011, với sự góp mặt của các ngôi sao điện ảnh Lee Seo-jin, Cho Jae-hyun, Oh Yeon-soo, và Song Ji-hyo. Phim lên sóng trên MBC từ ngày 23 tháng 7 đến ngày 22 tháng 11 năm 2011 vào thứ 2 và thứ 3 vào khung giờ 21:55 với 32 tập.
Bộ phim được quay ở phim trường MBC Dramia ở Gyeonggi.

## Nội dung
Lấy bối cảnh triều Baekje vào giữa thế kỉ 7, vở kịch ghi chép về cuộc đời và thời gian của một vị tướng vĩ đại - Tướng quân Giai Bách người được tưởng nhớ về lịch sử người đầu tiên của Baekje chống lại Tân La trong trận Hwangsanbeol.

## Chiếu quốc tế
- Iran: IRIB Namayesh - lên sóng từ ngày 6 tháng 6 năm 2015 đến ngày 15 tháng 7 năm 2015